# Ambarès-et-Lagrave
Ambarès-et-Lagrave är en kommun i departementet Gironde i regionen Nouvelle-Aquitaine i sydvästra Frankrike. Kommunen ligger i kantonen Carbon-Blanc som tillhör arrondissementet Bordeaux. År 2022 hade Ambarès-et-Lagrave 17 298 invånare.

## Befolkningsutveckling
Antalet invånare i kommunen Ambarès-et-Lagrave
Referens:INSEE